# Satu Nou (okręg Ardżesz)
Satu Nou – wieś w Rumunii, w okręgu Ardżesz, w gminie Ungheni. W 2011 roku liczyła 431  mieszkańców.